# Denny Deanesi
Denny Deanesi (Trento, 3 giugno 1993) è un hockeista su ghiaccio e allenatore di hockey su ghiaccio italiano.

## Carriera
Deanesi ha giocato in EBEL con l'Hockey Club Bolzano, nel massimo campionato italiano con il Caldaro e in Alps Hockey League con il Vipiteno. Tra il 2014 ed il 2018 ha vestito per 10 volte la maglia della nazionale italiana.
Al termine della stagione 2018-2019, giocata tra la terza e la quarta serie svedese, ha smesso di giocare; un anno più tardi è divenuto assistente allenatore dell'EV Bozen Eagles, squadra militante nella Italian Hockey League Women, ed è tornato a giocare nelle serie minori italiane vestendo dapprima la maglia dell'Hockey Club Bolzano/Trento (2020-2021 e 2021-2022) e poi del Chiavenna (dalla stagione 2022-2023) in IHL-Div. 1.